# Mitsubishi Ki-51
Chiếc Mitsubishi Ki-51 (Tên gọi của Lục quân là "Máy bay Tấn công Kiểu 99". Tên mã của Đồng Minh là "Sonia") là một kiểu máy bay ném bom hạng nhẹ/ném bom bổ nhào hoạt động cho Lục quân Đế quốc Nhật Bản trong Thế Chiến II. Nó bay chuyến bay đầu tiên năm 1939. Lần đầu tiên được triển khai để chống lại các lực lượng Trung Hoa, nó cho thấy quá chậm để có thể chịu đựng được các máy bay tiêm kích của các lực lượng Đồng Minh. Tuy nhiên, nó thực hiện vai trò tấn công mặt đất rất hữu ích trên các mặt trận Trung Hoa-Miến Điện-Ấn Độ, nhất là khi phải hoạt động từ những sân bay dã chiến không phù hợp cho các kiểu máy bay khác. Khi chiến tranh gần kết thúc, nó bắt đầu được sử dụng trong các nhiệm vụ tấn công cảm tử kamikaze. Có tổng cộng 2.385 chiếc được chế tạo.

## Thiết kế và phát triển
Dựa theo một yêu cầu của Lục quân Đế quốc Nhật Bản vào tháng 12 năm 1937 cho một kiểu máy bay tấn công mặt đất, được đề nghị phát triển dựa trên kiểu Máy bay ném bom hạng nhẹ Ki-30, Mitsubishi đã sản xuất hai chiếc nguyên mẫu ký hiệu Mitsubishi Ki-51. Có hình dáng bên ngoài tương tự Ki-30, thiết kế mới nói chung có kích thước nhỏ hơn, buồng lái được thiết kế lại và đơn giản hơn để hai thành viên đội bay ngồi gần nhau. Vì không yêu cầu phải có khoang bom, cánh đơn được chuyển từ vị trí giữa sang gắn thấp, và động cơ được chọn là kiểu Mitsubishi Ha-26-II bố trí hình tròn. Việc bay thử nghiệm được thực hiện trong mùa hè năm 1939, sau đó được tiếp nối bằng 11 chiếc máy bay thử nghiệm hoạt động thực tế, tất cả được hoàn tất trước cuối năm đó. Một số cải tiến được thực hiện, nhưng quan trọng nhất là việc thêm vào khe cố định ở mép trước cánh để cải tiến việc điều khiển bay ở tốc độ thấp, và tăng cường vỏ giáp giữa động cơ và buồng lái.
Ngoài phiên bản tiêu chuẩn, cũng có những dự định phát triển phiên bản trinh sát chuyên dùng, trước mắt bằng cách cải tiến một chiếc Ki-51 thử nghiệm có buồng lái sau được thiết kế lại để trang bị máy ảnh trinh sát. Kết quả thử nghiệm tỏ ra khá hứa hẹn. Sau đó, có ba chiếc nguyên mẫu Ki-71 trinh sát chiến thuật được sản xuất dựa trên Ki-51, gắn động cơ Mitsubishi Ha-112-11 công suất 1.119 kW, càng hạ cánh xếp được, hai pháo 20 mm gắn trên cánh và các cải tiến nhỏ khác, nhưng chưa có chiếc nào được sản xuất hằng loạt.

## Lịch sử hoạt động
Chiếc Ki-51 được đưa ra sử dụng trước tiên tại các chiến dịch tại Trung Hoa, và sau đó để chống lại Đồng Minh cho đến khi chiến tranh kết thúc. Tại các chiến trường quan trọng, chiếc Ki-51 tương đối chậm là mồi ngon cho các máy bay tiêm kích Đồng Minh; nhưng tại các chiến trường thứ yếu, nơi khả năng cất cánh từ những sân bay dã chiến ngắn là quý giá, những máy bay này được dùng hỗ trợ mặt đất trong vô số chiến dịch. Trong giai đoạn cuối của chiến tranh nó còn được dùng trong các cuộc tấn công cảm tử kamikaze.

## Các nước sử dụng
Nhật Bản
- Không lực Lục quân Đế quốc Nhật Bản

## Đặc điểm kỹ thuật (Ki-51)

### Đặc tính chung
- Đội bay: 02 người (phi công và xạ thủ súng máy)
- Chiều dài: 9,20m (30 ft 2 in)
- Sải cánh: 12,10 m (39 ft 8 in)
- Chiều cao: 2,73 m (8 ft 11 in)
- Diện tích bề mặt cánh: 24,02 m² (258,56 ft²)
- Trọng lượng không tải: 1.873 kg (4.129 lb)
- Trọng lượng cất cánh tối đa: 2.920 kg (6.437 lb)
- Động cơ: 1 x động cơ Mitsubishi Ha-26-II bố trí hình tròn, công suất 940 mã lực (691 kW)

### Đặc tính bay
- Tốc độ lớn nhất: 425 km/h (264 mph)
- Tầm bay tối đa: 1.060 km (659 ml)
- Trần bay: 8.270 m (31.070 ft)

### Vũ khí
- 2 x Súng máy kiểu 89 7,7 mm bắn ra phía trước, được thay bằng Súng máy kiểu 1 12,7 mm trên các phiên bản mới hơn
- 1 x súng máy 7,7 mm bắn ra phía sau
- 200 kg (441 lb) bom các loại.

## Nội dung liên quan

### Máy bay tương tự
- Junkers Ju-87 "Stuka"

### Trình tự thiết kế
Ki-45 - Ki-46 - Ki-48 - Ki-49 - Ki-51 - Ki-54 - Ki-55 - Ki-56 - Ki-57

### Danh sách liên quan
- Danh sách máy bay chiến đấu
- Danh sách máy bay quân sự Nhật Bản
- Danh sách máy bay trong Chiến tranh Thế giới II
- Danh sách máy bay ném bom